# Holger Pedersen
Holger Pedersen (danés [ˈhʌlˀkɐ ˈpʰe̝ðˀɐsn̩]; 7 de abril de 1867 - 25 de octubre de 1953) fue un lingüista danés que realizó importantes contribuciones a la lingüística histórica y antropológica y escribió una treintena de obras autorizadas sobre varias lenguas.
Nació en Gelballe, Dinamarca, y murió en Hellerup, junto a Copenhague.

## Formación y carrera académica[1]
Pedersen estudió en la Universidad de Copenhague con Karl Verner, Vilhelm Thomsen y Hermann Möller. Posteriormente estudió en la Universidad de Leipzig con Karl Brugmann, Eduard Sievers, Ernst Windisch y August Leskien.
En el otoño de 1893, Pedersen se matriculó en la Universidad de Berlín, donde estudió con Johannes Schmidt. Al año siguiente estudió lenguas celtas y sánscrito con Heinrich Zimmer en la Universidad de Greifswald.
En 1895 pasó varios meses en las Islas Aran en Irlanda para estudiar la forma conservadora de las gaélicas habladas allí. Pedersen presentó su tesis doctoral en la Universidad de Copenhague en 1896. Trataba sobre la aspiración en el irlandés. Fue aceptada y publicada en 1897. El comité de la disertación incluía a Vilhelm Thomsen y Otto Jespersen.
También en 1897, Pedersen aceptó un puesto de profesor de lenguas celtas en la Universidad de Copenhague. En 1900 se convirtió en lector de gramática comparativa en dicha universidad. En 1902 le ofrecieron una cátedra en la Universidad de Basilea, que rechazó, pero al mismo tiempo logró convencer a la Universidad de Copenhague de que le creara una cátedra extraordinaria (Koerner 1983:xii). Pedersen también rechazó en 1908 la oferta de una cátedra en la Universidad de Estrasburgo (ib.). Tras la jubilación de Vilhelm Thomsen en 1912, Pedersen accedió a la cátedra de Thomsen en la Universidad de Copenhague. Permaneció en la Universidad de Copenhague durante el resto de su vida.

## Contribuciones a la lingüística
En 1893, Pedersen viajó a Corfú con Karl Brugmann para estudiar la albanés del lugar. Posteriormente, Pedersen publicó un volumen de textos albaneses recogidos en este viaje (1895). La publicación se debió a la recomendación de Brugmann y Leskien. A partir de entonces, siguió publicando trabajos sobre el albanés durante muchos años. El trabajo de Pedersen sobre el albanés se cita a menudo en el Diccionario etimológico del albanés de Vladimir Orel (1995).
Entre los estudiantes de las lenguas celtas Pedersen es más conocido por su Vergleichende Grammatik der keltischen Sprachen, Gramática comparativa de las lenguas celtas, que sigue considerándose la principal obra de referencia en lingüística histórica celta.
Su obra Hittitisch und die anderen indoeuropäischen Sprachen, El hitita y las demás lenguas indoeuropeas, representó un importante avance en los estudios hititas, y a menudo se utiliza en el Hethitisches Elementarbuch de Friedrich (2ª ed. 1960), el manual estándar de la lengua hitita.
También influyó su Tocharisch vom Gesichtspunkt der indoeuropäischen Sprachvergleichung, 'El tochariano desde el punto de vista de la comparación de las lenguas indoeuropeas'. Por ejemplo, André Martinet (2005:179n) afirma que su discusión sobre los cambios de sonido en las lenguas tocharianas|Tocharian]] está "fondé sur la présentation du tokharien par Holger Pedersen," 'basada en la presentación del tochariano por Holger Pedersen'.
Fue Pedersen quien formuló la regla ruki, un importante cambio de sonido en las lenguas indoiranias, bálticas y eslavas.
También es conocido por la descripción de la Ley de Pedersen, un tipo de cambio acentual que se produce en las lenguas bálticas y eslavas (1933a).
Pedersen respaldó la Teoría de las laringales (1893:292) de Saussure en una época en la que "se consideraba una fantasía excéntrica de los forasteros" (Szemerényi 1996:123). En su exposición clásica de la teoría, Émile Benveniste (1935:148) acredita a Pedersen como uno de los que más contribuyeron a su desarrollo, junto con Ferdinand de Saussure, Hermann Möller y Albert Cuny.
Dos de las teorías de Pedersen han recibido una atención considerable en los últimos tiempos, después de décadas de olvido, a menudo conocidas hoy en día bajo los nombres de la teoría glotálica y la propuesta de macrofamilia nostrática.

## Origen de la teoría glotálica
En un trabajo publicado en 1951, Pedersen señaló que la frecuencia de b en el proto-indoeuropeo es anormalmente baja. La comparación de idiomas, sin embargo, muestra que sería normal si alguna vez hubiera sido una oclusiva sorda p, que es mucho menos frecuente o está ausente en muchos idiomas.
También postuló que los aspirados sonoros indoeuropeos, bh dh gh, podrían entenderse mejor como aspirados sordos, ph th kh.
Por lo tanto, Pedersen propuso que las series de tres pasos del indoeuropeo, p t k, bh dh gh y b d g, habían sido en un momento anterior b d g, ph th kh y (p) t k, con los no aspirados sordos y sonoros invertidos.
Esta teoría atrajo relativamente poca atención hasta que el lingüista estadounidense Paul Hopper (1973) y los dos eruditos soviéticos Tamaz V. Gamkrelidze y Vyacheslav V. Ivanov propusieron, en una serie de artículos que culminaron en un importante trabajo de Gamkrelidze e Ivanov publicado en 1984, y traducido al inglés en 1995, que la serie indoeuropea b d g había sido originalmente una serie glotalizada, p' t' k' . Bajo esta forma, la teoría ha atraído un amplio interés. Parece haber una buena posibilidad de que perdure de una forma u otra.

## Origen de la teoría nostrática
Pedersen parece haber usado por primera vez el término "nostrático" en un artículo sobre fonología turca publicado en 1903. El núcleo del argumento de Pedersen para Nostratic en ese artículo fue el siguiente (1903: 560-561; "Indogermánico" = Indoeuropeo):
Grønbech considera posible p. 69 que la palabra turca para "ganso" pueda ser tomada de  Indogermánico ( Osm. kaz  Yak. xās  Chuv. xur). En mi opinión, hay tres posibilidades con respecto a esta palabra: coincidencia, préstamo y parentesco. También hay que tener en cuenta esta última posibilidad. Muchas existencias lingüísticas en Asia están sin duda relacionadas con la indogermánica; esto es quizás válido para todas aquellas lenguas que han sido caracterizadas como Ural-Altaico. Me gustaría unir todas las existencias lingüísticas relacionadas con el indogermánico bajo el nombre de "lenguas nostráticas". Las lenguas nostráticas ocupan no sólo un área muy grande en Europa y Asia, sino que también se extienden dentro de África; porque las lenguas semítico-hamíticas son, en mi opinión, sin duda nostráticas. Con respecto a la prueba de la relación de las lenguas nostráticas, no sólo deben mantenerse a distancia todas las etimologías de raíz y, en general, todas las frivolidades etimológicas, sino que en general no se debe preocuparse por amontonar una masa de material. Uno debería limitarse más bien a la consideración racional de una serie de pronombres, negativos, en parte también números que se pueden rastrear a través de varias existencias lingüísticas (en turco uno recuerda al indogermánico por la negación -ma, -mä y la partícula interrogativa inicial de la palabra m, el pronombre interrogativo kim, el pronombre de la primera persona män,  El final verbal del 1. cantar. -m, 1. plur. -myz, -miz y la terminación -jin en el 1. canta del "optativo", que recuerda mucho al subjuntivo indogermánico [con el afijo optativo -a-, -ä-], el pronombre del 2. sing. sän [cp. la terminación verbal IdG. -s], la formación causativa con -tur- [cp. IdG. -tōr nomen agentis; el causativo indogermánico también aparece como si se derivara de un nomina agentis del tipo φορός ], la acción nomina es como Orkh. käd-im "ropa", varios números: Orkh. jiti "7," jitm-iš "70," [con j = IdG. s como en proto-turco. *jib- "enfoque", Osm. jyldyz "Estrella": a la palabra indogermánica para "sol", jat- "mentira": IdG. palabra para "sentarse"]; Proto-turco. bǟš "5" [con š = IdG. -que; cp. Osm. piš- "ser cocinado," IdG. *pequeti "cocineros"] etc., etc.). Resisto la tentación de entrar en esta cuestión con más detalle.
La última frase de Pedersen debe entenderse como una referencia al artículo que estaba escribiendo, no al resto de su carrera. Aunque definió la familia Nostratic, él mismo nunca produjo el trabajo de síntesis que el concepto parecía requerir. Eso esperaría el trabajo de los eruditos rusos Vladislav Illich-Svitych| Illich-Svitych]] y  Dolgopolsky en la década de 1960 para su primera iteración. Sin embargo, Pedersen no abandonó el tema. Produjo un artículo sustancial (aunque pasado por alto) sobre indoeuropeo y semítico en 1908. Presentó un argumento detallado a favor del parentesco indoeuropeo y urálico en 1933. En efecto, los tres pilares de la hipótesis nostrática son las indo-urálico, uralo-altaico, e indosemita. Pedersen produjo trabajos sobre dos de estos tres, por lo que la impresión es incorrecta de que descuidó este tema en su carrera posterior. Su interés en la idea nostrática se mantuvo constante en medio de sus muchas otras actividades como lingüista.
El término "nostrático" es el equivalente normal del alemán nostratisch, la forma utilizada por Pedersen en 1903, y del danés nostratisk (compárese con el francés nostratique). Su traductor estadounidense de 1931 traducido nostratisk por nostratian, pero esta forma no tuvo éxito. En su libro de 1924, Pedersen definió la macrofamilia nostrática de la siguiente manera (1931:338):
Como una designación completa para las familias de lenguas que están relacionadas con el indoeuropeo, podemos emplear la expresión "lenguas nostráticas" (del latín nostrās 'nuestro compatriota').
En su opinión, las lenguas indoeuropeas estaban más claramente relacionadas con las Lenguas urálicas, aunque existían "semejanzas similares, aunque más débiles" con las lenguas túrquicas, mongólicas o el manchú; las lenguas yukaghir; y las esquimo-aleutianas (1931:338). También consideró que el indoeuropeo podría estar relacionado con las lenguas semíticas y que, de ser así, debe estar relacionado con  camíticas y posiblemente con el euskera (ib.). En su artículo de 1903 antes mencionado expresó la opinión de que las lenguas "semítico-camíticas" estaban "indudablemente" incluidas entre las nostráticas (1903: 560).
En términos modernos, diríamos que estaba postulando relación genética entre el indoeuropeo y el urálico, el altaico, el yukaghir, el esquimo-aleutiano y el afroasiático (la validez de la familia altaica es controvertida, y pocos asignarían ahora el euskera al afroasiático).
Sin embargo, en opinión de Pedersen, las lenguas enumeradas no agotaron las posibilidades para elgrupo nostrático (ib.):
Los límites para el mundo nostratiano de las lenguas aún no se pueden determinar, pero el área es enorme, e incluye razas tan ampliamente divergentes que uno se marea casi al pensarlo. (...) La pregunta sigue siendo simplemente si se puede recolectar suficiente material para dar a esta inclusión carne y hueso y un buen esquema claro.

## Obras de Pedersen
- 1893. "Das Präsensinfix n," in Indogermanische Forschungen 2, 285-332.
- 1895. Albanische Texte mit Glossar. Leipzig: S. Hirzel. (= Abhandlungen der Königlichen Sächsischen Akademie der Wissenschaften 15.3.)
- 1897. Aspirationen i Irsk (doctoral dissertation, University of Copenhagen). Leipzig: Spirgatis.
- 1903. "Türkische Lautgesetze, ," in Zeitschrift der Deutschen Morgenländischen Gesellschaft 57, 535-561.
- 1908. "Die indogermanisch-semitische Hypothese und die indogermanische Lautlehre." Indogermanische Forschungen 22, 341–365.
- 1909-1913. Vergleichende Grammatik der keltischen Sprachen, 2 volumes. Göttingen: Vandenhoeck and Ruprecht.
- 1924. Sprogvidenskaben i det Nittende Aarhundrede. Metoder og Resultater. København: Gyldendalske Boghandel.
- 1931. Linguistic Science in the Nineteenth Century: Methods and Results, translated from the Danish by John Webster Spargo. Cambridge, Massachusetts: Harvard University Press. (English translation of Pedersen 1924. Reprinted in 1959 as The Discovery of Language: Linguistic Science in the Nineteenth Century, Bloomington: Indiana University Press; paperback edition 1962.)
- 1933a. Études lituaniennes. København: Ejnar Munksgaard.
- 1933b. "Zur Frage nach der Urverwandschaft des Indoeuropäischen mit dem Ugrofinnischen." Mémoires de la Société finno-ougrienne 67, 308–325.
- 1938. Hittitisch und die anderen indoeuropäischen Sprachen. Det Kongelige Danske Videnskabernes Selskab, Historisk-filologiske Meddelelser 25.2. København.
- 1941. Tocharisch vom Gesichtspunkt der indoeuropäischen Sprachvergleichung. København: Ejnar Munksgaard. (Second edition 1949.)
- 1951. Die gemeinindoeuropäischen und die vorindoeuropäischen Verschlusslaute. Det Kongelige Danske Videnskabernes Selskab, Historisk-filologiske Meddelelser 32.5. København.

### Enlaces exteriores
- Encyclopædia Britannica article

- Datos: Q545230
- Multimedia: Holger Pedersen (linguist) / Q545230